# 15e régiment de hussards (France)

## Création et différentes dénominations
- 1914 : formation du 1er régiments de marche de Hussards[1]
- 1915 : prend le nom de 15e régiment de hussards
- 1916 : Dissous

## Chefs de corps
- 12/02/1915 - 11/12/1915: Colonel Destremau

## Historique des garnisons, combats et batailles du 15e RH

Motif la Hongroise, Il rappelle la boutonnière, très particulière et typique de la mode hongroise, brodée sur les uniformes des premiers hussards engagés en France au XVIIIe siècle.

## Etendard
Il ne porte aucune inscription.